# إدوارد لي هوارد
إدوارد لي هوارد (بالإنجليزية: Edward Lee Howard)‏ هو عميل مزدوج أمريكي، ولد في 27 أكتوبر 1951 في ألاموغوردو في الولايات المتحدة، وتوفي في 12 يوليو 2002 في محافظة موسكو في روسيا.